# Deutsche Universität für Verwaltungswissenschaften Speyer

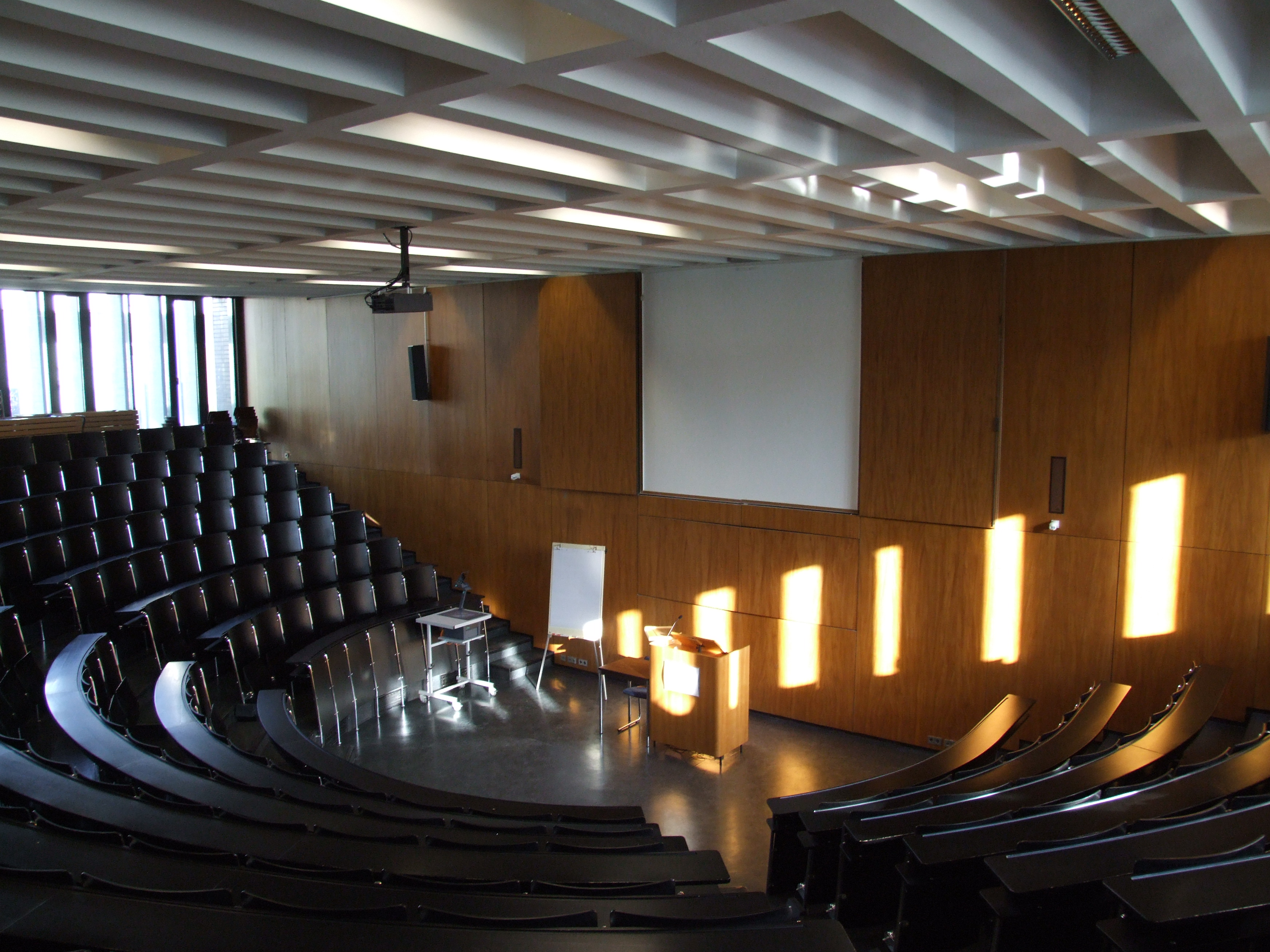
Audimax der Universität Speyer, gestaltet 1959 von Sep Ruf

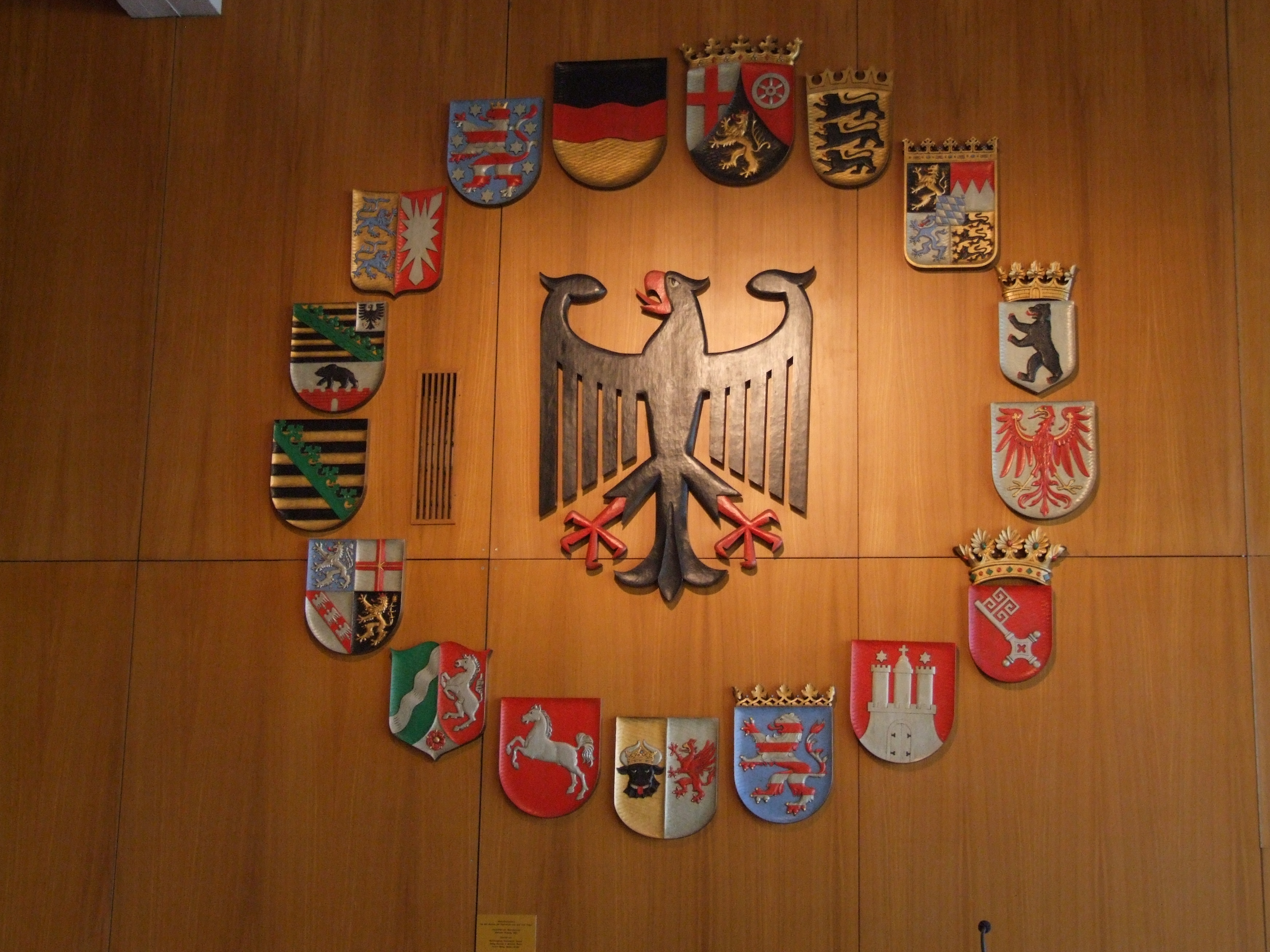
Eine Besonderheit in Deutschland: die Uni Speyer wird durch den Bund und alle 16 Länder getragen – symbolisiert in der Aula durch die Wappenwand der Träger der Uni mit dem Bundesadler und den Wappen der 16 Bundesländer; das Wappen oben links ist das Hochschulwappen

Die Deutsche Universität für Verwaltungswissenschaften Speyer ist eine föderale Bildungseinrichtung und gilt als führende Universität für das Studium der Verwaltungswissenschaften in Deutschland. Sie wird vom Bund, vom Land Rheinland-Pfalz sowie von den 15 übrigen Ländern der Bundesrepublik Deutschland gemeinsam getragen und zu je etwa einem Drittel finanziert.
Am 11. Januar 1947 wurde sie unter der damaligen französischen Besatzungsmacht nach dem Vorbild der École nationale d’administration (ENA) als Staatliche Akademie für Verwaltungswissenschaften Speyer  gegründet. Bald darauf wurde sie durch rheinland-pfälzisches Gesetz vom 30. August 1950 in Hochschule für Verwaltungswissenschaften Speyer und nach der deutschen Wiedervereinigung 1991 in Deutsche Hochschule für Verwaltungswissenschaften Speyer (DHV Speyer) umbenannt. Seit März 2012 heißt sie Universität.
Die heutige Universität ist durch das Gesetz über die Deutsche Universität für Verwaltungswissenschaften mit der Pflege der Verwaltungswissenschaften in Forschung und Lehre beauftragt. Neben der normativen Regelung beruht die Universität Speyer auf einem Staatsvertrag zwischen dem Sitzland Rheinland-Pfalz, den anderen Bundesländern und dem Bund.
Die Universität bietet in der Lehre sechs Studiengänge an: Das einsemestrige postgraduale verwaltungswissenschaftliche Ergänzungsstudium, das einjährige postgraduale Aufbaustudium zum Magister der Verwaltungswissenschaften und seit 2012 für mindestens Bachelorabsolventen die beiden Masterstudiengänge Public Administration (zunächst Administrative Sciences) und Öffentliche Wirtschaft und berufsbegleitend und entgeltpflichtig den Master Wissenschaftsmanagement. sowie den LL.M. Studiengang Staat und Verwaltung in Europa. Im Frühjahr und Herbst bietet die Universität Weiterbildungsveranstaltungen für Beamte des höheren Dienstes an.
Forschung über Staat und Verwaltung betreiben viele der Professoren der Universität nicht nur an ihren Lehrstühlen, sondern auch als Mitglieder des auf dem Campus angesiedelten Deutschen Forschungsinstituts für öffentliche Verwaltung Speyer, das bis 2015 zur Leibniz-Gemeinschaft gehörte.

## Studiengänge

### Verwaltungswissenschaftliches Ergänzungsstudium
Das einsemestrige postgraduale Ergänzungsstudium ist hinsichtlich Ausbildungsziel und -inhalt ausgerichtet als Station des Rechtsreferendariats, und kann als Verwaltungspflichtstation, Wahlstation oder Anwaltsstation abgeleistet werden. Auf Antrag werden die Rechtsreferendare von den Bundesländern, in denen sie ausgebildet werden, zum Ergänzungsstudium nach Speyer entsandt. Jedem Bundesland ist hierfür eine verbindliche Quote zugeteilt worden. Die Entsendung erfolgt je nach Bundesland nach Leistungsprinzip (Ergebnisse des 1. Staatsexamens), nach Windhundprinzip (Reihenfolge der Anträge) oder durch Losprinzip. Das Ergänzungsstudium kann ebenso im Rahmen eines Verwaltungs- oder Wirtschaftsreferendariats oder unabhängig von einem Referendariat absolviert werden und steht auch Ökonomen, Sozial- und Politikwissenschaftlern offen. Ein akademischer Grad wird mit dem Ergänzungsstudium nicht erworben. Die Studenten können aus etwa 100 Lehrveranstaltungen auswählen. Sie müssen insgesamt zwischen 20 und 22 Semesterwochenstunden belegen, davon je ein Seminar, eine projektbezogene Arbeitsgemeinschaft (de facto ein weiteres Seminar, meist veranstaltet von einem Praktiker), Juristen zudem ihre sogenannte Landesübung. Die Semesterzeiten sind vom 1. November bis zum 31. Januar (Wintersemester) und vom 1. Mai bis zum 31. Juli (Sommersemester).

### Aufbaustudium zum Magister der Verwaltungswissenschaften
Das zweisemestrige Aufbaustudium ist für überdurchschnittliche (beste 30 %) Absolventen eines Universitätsstudiums der Rechtswissenschaften, Wirtschaftswissenschaften oder Sozialwissenschaften vorgesehen und schließt ab mit der Prüfung zum Magister der Verwaltungswissenschaften (Magister rerum publicarum mit der Abkürzung Mag. rer. publ.). Es greift auf das gleiche Lehrangebot zurück wie das Ergänzungsstudium. Innerhalb dieses Studiums können verschiedene Schwerpunkte gewählt werden. Der akademische Grad des Mag. rer. publ. wurde seit Bestehen der Universität an knapp 1.700 Absolventen verliehen (Stand Januar 2022).
Seit 1991 wird an der Uni Speyer eine internationale Ergänzung des Aufbaustudiums angeboten. Dieses so genannte EMPA-Studium (European Masters of Public Administration) ist ein Studienprogramm verschiedener europäischer Hochschulen und bietet den Teilnehmern am Aufbaustudium die Möglichkeit, ein zusätzliches Auslandssemester an einer der Partnerhochschulen zu absolvieren. Die Teilnehmer am EMPA-Programm erhalten die Gelegenheit, sich auf diese Weise Kenntnisse über die öffentliche Verwaltung eines anderen europäischen Landes anzueignen und sich mit dem Prozess der Internationalisierung der öffentlichen Verwaltung vertraut zu machen. Zu den Partnerhochschulen gehören neben Speyer folgende Universitäten:
- Corvinus-Universität Budapest (Ungarn)
- Universität Genf (Schweiz)
- Universität Leiden (Niederlande)
- Katholieke Universiteit Leuven/Université catholique de Louvain (Belgien)
- Institut d'Études Politiques De Paris (Frankreich)
- Erasmus-Universität Rotterdam (Niederlande)
- Technische Universität Tallinn (Estland)
- Institut d’études politiques de Lyon (Frankreich) auch: Sciences Po Lyon
- University of Limerick (Irland)
- Universität Ljubljana (Slowenien)

### Masterstudiengänge Public Administration und Öffentliche Wirtschaft
Im November 2011 starteten die beiden Masterstudiengänge „Administrative Sciences“ und „Öffentliche Wirtschaft“ an der Universität. Beide Studiengänge werden in einer jeweils zweijährigen Variante für Absolventen einschlägiger Bachelor-Studiengänge und in einer jeweils einjährigen Variante für Absolventen einschlägiger Studiengänge mit einem Diplom-, Master- oder Magisterabschluss oder mit einem Staatsexamen angeboten. Seit dem Wintersemester 2015/16 wird nur noch die zweijährige Variante angeboten und der Master „Administrative Sciences“ in „Public Administration“ umbenannt.
Der Masterstudiengang „Public Administration“ vermittelt trans- und interdisziplinär verknüpfte Kenntnisse zum Handeln und Entscheiden im öffentlichen Sektor aus Sicht der Verwaltungswissenschaft, der Rechtswissenschaft, der Sozialwissenschaft und der Wirtschaftswissenschaft. Auf einer breiten wissenschaftlichen Grundlage erwerben die Studierenden Steuerungswissen hinsichtlich Gestaltungsoptionen bei der Erfüllung öffentlicher Aufgaben und der dazu erforderlichen Entscheidungsverfahren. Sie lernen neue Problemsichten und -lösungen zu entwickeln, die auf die gewandelte Rolle von Staat und Verwaltung in einer international offenen Ordnung antworten und den Anforderungen rechtsstaatlichen und demokratischen Handelns sowie ökonomischer Effektivität und Effizienz genügen. Der Masterstudiengang Öffentliche Wirtschaft befähigt seine Absolventen, Führungspositionen in der öffentlichen Wirtschaft oder in mit der Aufsicht oder Regulierung öffentlichen Wirtschaftens betrauten Stellen sowie in den diesbezüglichen Beratungsunternehmen zu übernehmen. Sie qualifizieren sich z. B. für die Berufsfelder Öffentliche Unternehmen, Unternehmen, die in der Daseinsvorsorge tätig sind, Ministerien, Behörden auf allen staatlichen oder kommunalen Ebenen, Regulierungs- und Wettbewerbsbehörden, Beratungsunternehmen, Wirtschaftskanzleien oder Einrichtungen der Wirtschaftsförderung. Nach Abschluss des Studiums sind die Absolventen in der Lage, an der Gestaltung öffentlicher Wirtschaftstätigkeit teilzunehmen und diesbezüglich Optionen zu analysieren. Für die Definition der Qualifikationsziele wurden im Rahmen eines Workshops Vertreter der Berufspraxis einbezogen.

### LL.M.-Studiengang Staat und Verwaltung in Europa
Der anwendungsorientierte Masterstudiengang „Staat und Verwaltung in Europa“ richtet sich seit 2014 an die Absolventinnen und Absolventen juristischer Studiengänge mit grundlegenden Kenntnissen im Öffentlichen Recht, insbesondere an Absolventinnen und Absolventen des verwaltungswissenschaftlichen Ergänzungsstudiums im Rechtsreferendariat. Ziel des Studiengangs ist es, Absolventinnen und Absolventen fundierte Kenntnisse der Staatsfunktionen und staatlichen Strukturen im nationalen Bereich wie im europäischen Verbund zu vermitteln. Neueste Erkenntnisse in Führung und Gestaltung öffentlicher Organisationen werden dabei berücksichtigt. Die Studieninhalte orientieren sich an berufspraktischen Anforderungen und Tätigkeitsgebieten der öffentlichen Hand, die besonders vom Wandel betroffen sind.

### Berufsbegleitender MPA-Studiengang Wissenschaftsmanagement
Das Curriculum des zweijährigen Studiengangs basiert auf den langjährigen Erfahrungen der Deutschen Universität für Verwaltungswissenschaften Speyer und des Zentrums für Wissenschaftsmanagement e. V. (ZWM) in der Weiterbildung von Führungskräften. Im Unterschied zu anderen Weiterbildungsprogrammen, die entweder auf den Hochschulsektor oder den Bildungssektor fokussiert sind, ist das Speyerer Masterstudium auf das gesamte Wissenschaftssystem mit seinen unterschiedlichen Organisationen und Strukturen ausgerichtet.

## Promotion und Habilitation
Die Universität hat das Promotionsrecht zum Doktor der Verwaltungswissenschaften (Dr. rer. publ.), Doktor der Rechtswissenschaft (Dr. iur.) und Doktor der Staats- und Wirtschaftswissenschaften (Dr. rer. pol.) sowie das Habilitationsrecht.
Promotionsvoraussetzung ist unter anderem, dass ein Studium der Rechts-, Wirtschafts-, Sozial- oder Geschichtswissenschaften mit einem überdurchschnittlichen Ergebnis (bestes Drittel) abgeschlossen wurde.

## Universitätsbibliothek Speyer
Mit etwa 340.000 Werken (Stand Januar 2022) auf knapp 2.000 m² ist die Universitätsbibliothek Speyer die größte verwaltungswissenschaftliche Spezialbibliothek in Deutschland. Nach der benachbarten Pfälzischen Landesbibliothek Speyer, welche etwa 1 Mio. Bücher vorhält, ist sie die zweitgrößte Bibliothek in Speyer. Die Schwerpunkte des Bestandes sind Rechts-, Verwaltungs- und Wirtschaftswissenschaften, Politische Wissenschaft, Philosophie, Sozialwissenschaften und Neuere Geschichte. Die Bibliothek hält etwa 1.000 Periodika, darunter sowohl in- als auch ausländische Zeitschriften und Entscheidungssammlungen, und bietet Zugang zu etwa 12.500 Zeitschriften und Zeitungen in elektronischer Form. Verfügbar sind darüber hinaus verschiedenste Fach-Datenbanken, u. a. Juris, Beck-Online und Legion. Die Universitätsbibliothek deckt somit den Informationsbedarf für Forschung, Lehre und Studium auf den genannten Fachgebieten und bietet darüber hinaus über 200 Arbeitsplätze. Über den Online-Katalog OPAC (Open Public Access Catalogue) ist eine Recherche über den Bestand der Bibliothek sowie die Verfügbarkeit der einzelnen Werke möglich. Die Bibliothek steht neben den Angehörigen der Deutschen Universität für Verwaltungswissenschaften Speyer auch interessierten Bürgern als Präsenzbibliothek zur Verfügung. Die Universität strebt einen Neubau der Bibliothek mit Rechenzentrum an, wofür nach einer VOF-Ausschreibung eine Planung des Architekten Max Dudler erstellt wurde.

## Straßennamen und Erschließung

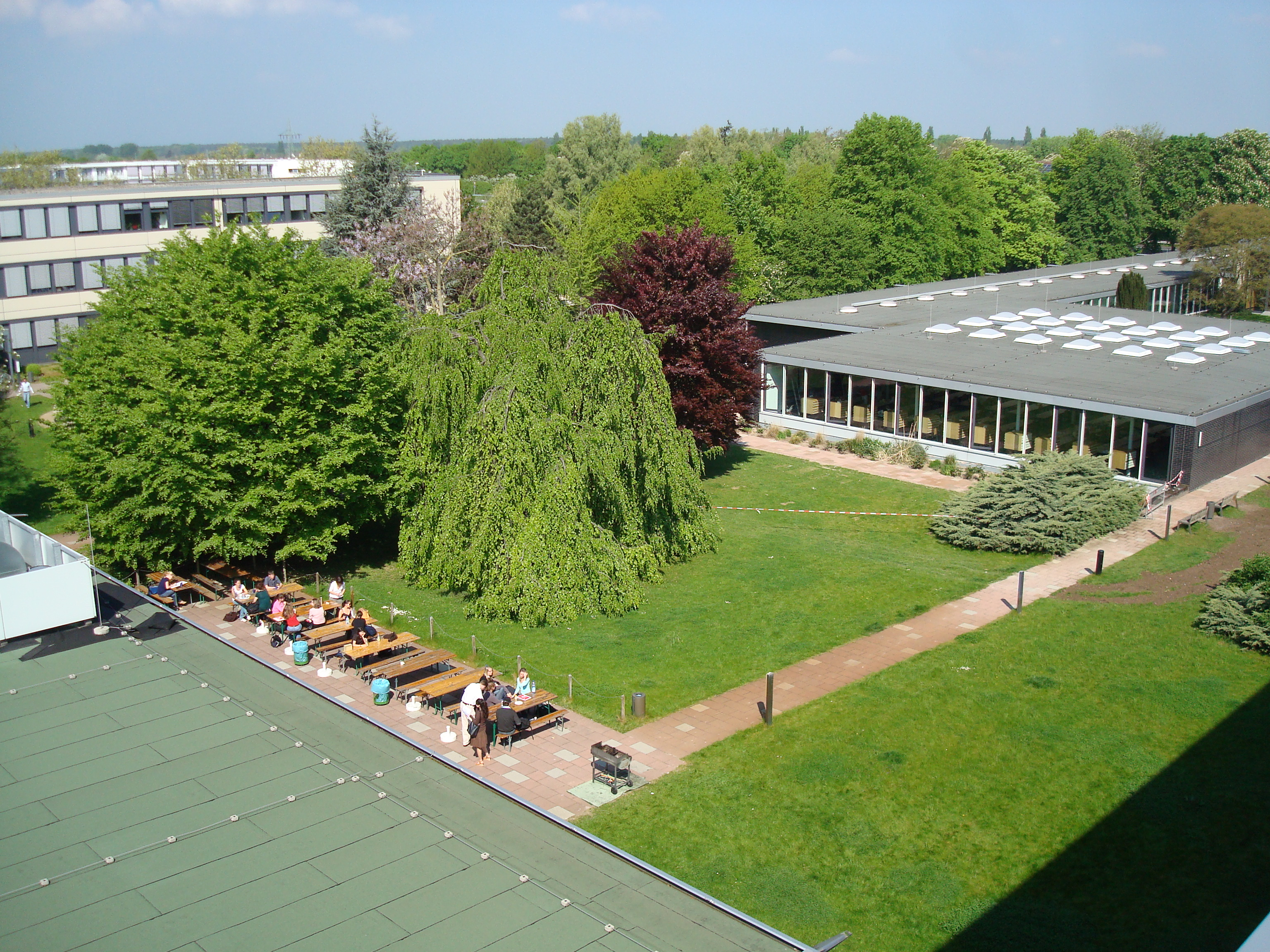
Blick vom Dach des Gästehauses Freiherr vom Stein über Mensadach, Freisitz Mensa, Forschungsgebäude und rechts Lehrgebäude

Der Deutschen Universität für Verwaltungswissenschaften Speyer, deren Campus einen Straßenblock im Gebiet Speyer-Südwest umfasst, wurden von der Stadt Speyer zwei Straßennamen zugewidmet. Die Ostseite des Campus mit Lehrgebäude (Hörsäle, Bibliothek, Rektorat und Studienverwaltung) und Gästehaus Freiherr vom Stein (Studentenzimmer, Zentrum für Wissenschaftsmanagement, Drittmittelkräfte, Infrastrukturverwaltung der Uni) wird erschlossen von der Freiherr-vom-Stein-Straße benannt nach dem preußischen Verwaltungsreformer Heinrich Friedrich Karl vom und zum Stein. Da auf der Westseite der Straße die Sportplätze des Doppelgymnasiums liegen, ist die Universität Speyer trotz Hausnummer 2 der einzige Anlieger der Straße. Die Südseite des Campus mit Taberna (Mensa), Forschungsgebäude (Lehrstühle und Forschungsinstitut), Gästehaus Otto Mayer und dem Fremdgebäude Fortbildungszentrum Speyer des PL wird von der Otto-Mayer-Straße erschlossen, benannt nach dem Juristen und wichtigen Begründer der Verwaltungswissenschaft Otto Mayer.

## Architektur

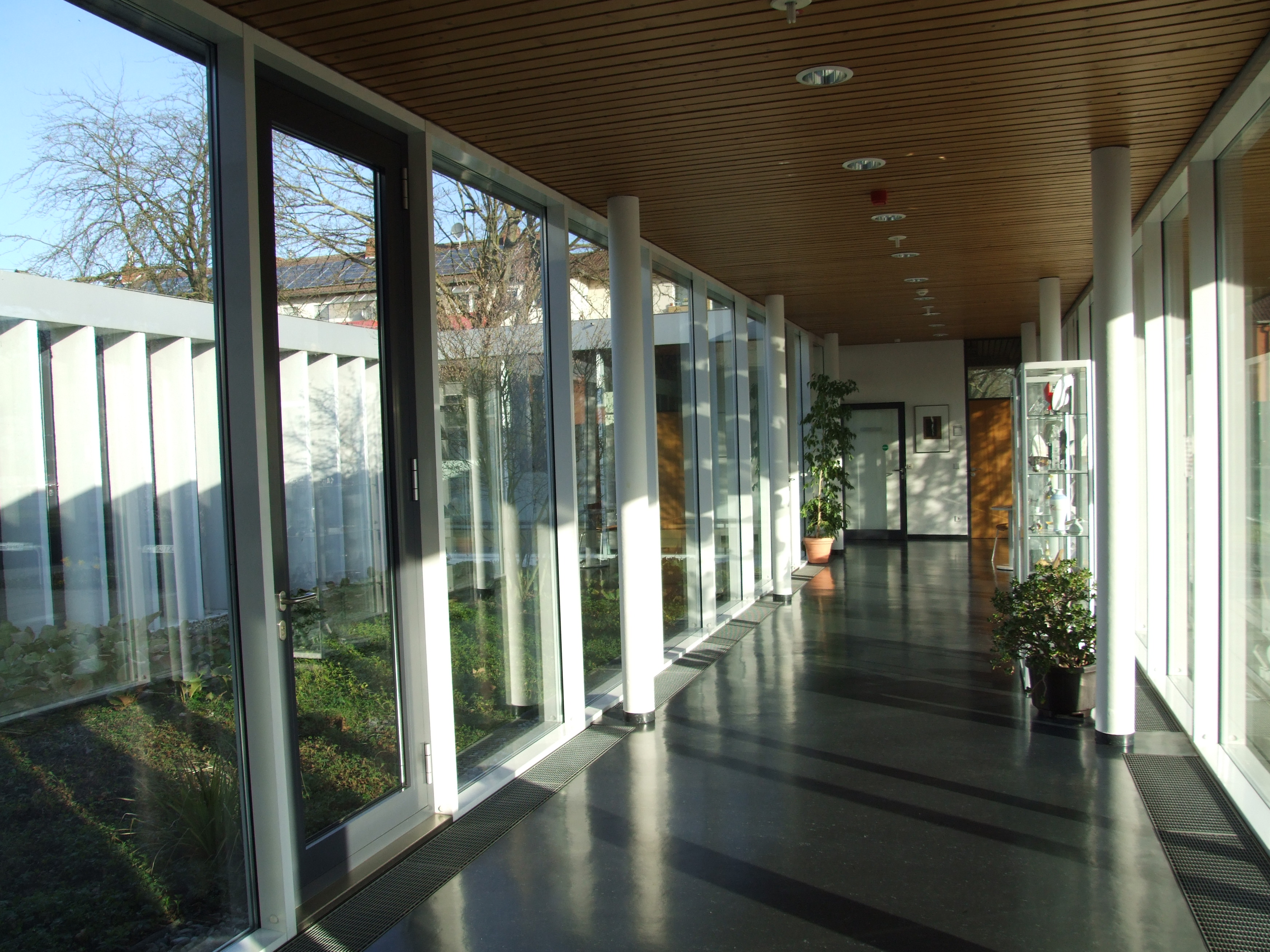
Sep Rufs lichte Architektur: Flur rechts (nördlich) vom Haupteingang, mit Blick auf den östlichen kleinen Innenhof. Dahinter Fensterfront des Audimax.

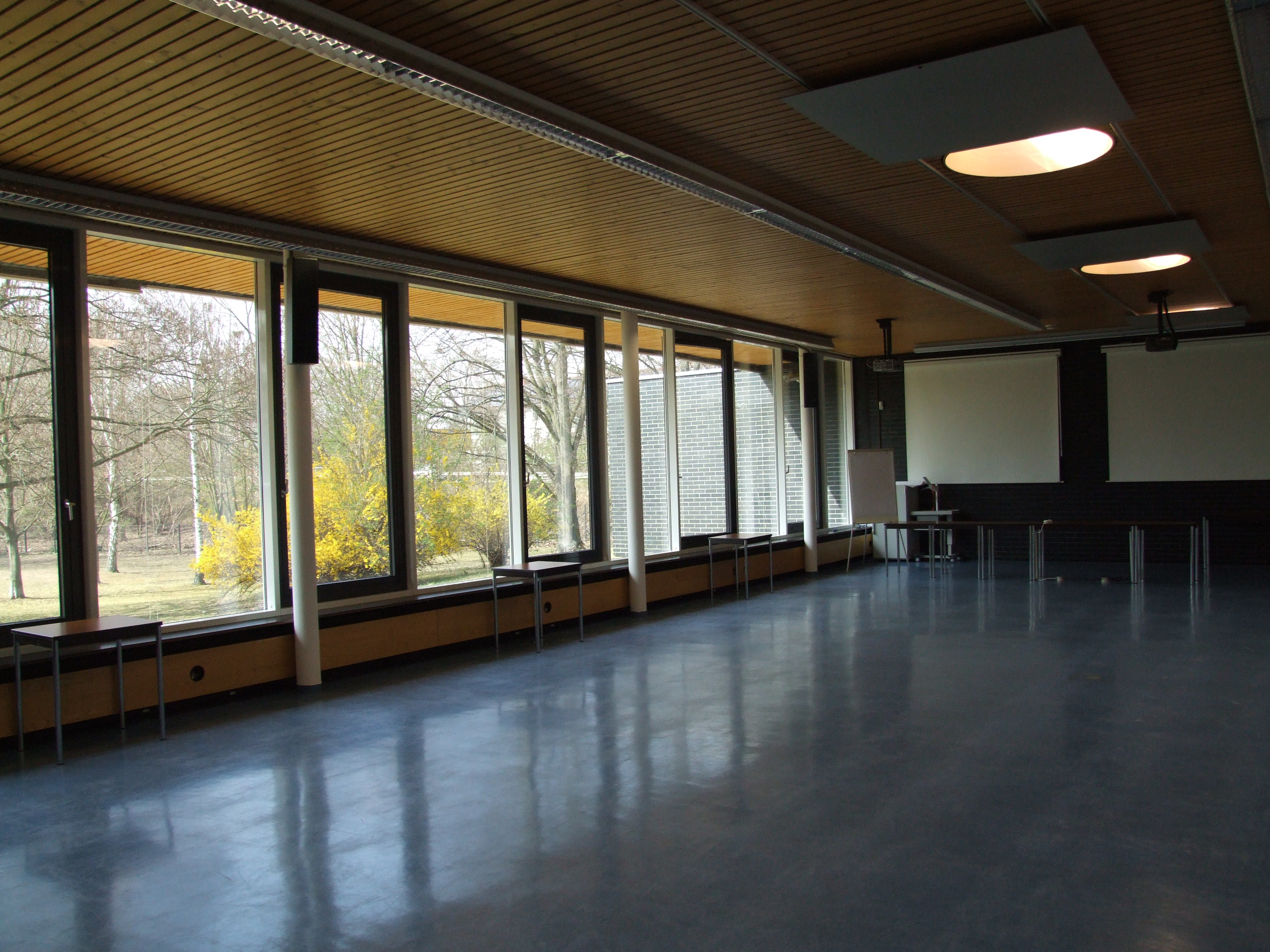
Sep Rufs Gestaltungswillen: Hörsaal 1 wird mit Glaswand zur Natur geöffnet. Die Scherwand und ein wie die Innenraumoberseite in Holz gestaltetes Vordach setzen den Raum scheinbar im Freien fort.

Bemerkenswert ist, dass der Kern des kleinen Campus am westlichen Rand der Stadt Speyer 1959 bis 1960 von dem bekannten, in der Tradition des Bauhauses stehenden Nachkriegsarchitekten Sep Ruf gebaut wurde. Das Lehrgebäude mit Bibliothek und akademischer Verwaltung, in dem Sep Ruf sein Ziel, die Natur in das Gebäude zu integrieren, mit drei Garten-Innenhöfen, Glaswänden nach außen, Scherwänden, mit denen die Hörsaalwände in die Natur verlängert werden, und vorkragenden Flachdächern als Verlängerung der Zimmerdecken ins Freie verwirklicht hat, gilt als besonders gelungen. Das Gebäude wurde durch Günther Franz (Präsident der Architektenkammer Rheinland-Pfalz) schonend saniert. Der Gebäudekomplex wurde in die Liste der Kulturdenkmäler von Rheinland-Pfalz aufgenommen.

## Geschichte
Die Staatliche Akademie für Verwaltungswissenschaften Speyer wurde am 11. Januar 1947 durch die Verfügung Nr. 194 des Administrateur Général für die französische Besatzungszone errichtet. Das Studium an der Akademie sollte als Sonderausbildung zur Großen Staatsprüfung führen, die Voraussetzung für den Zugang zum höheren Dienst in der allgemeinen Verwaltung war. Die Sonderausbildung bestand aus dem verwaltungswissenschaftlichen Studium und aus Zeiten der Verwaltungspraxis. Am 15. Mai 1947 wurde die Akademie im Gebäude Speyer, Johannesstr. 10 eröffnet. Die Fortbildungen begannen mit der 1. Staatswissenschaftlichen Fortbildungstagung vom 2. bis 31. Juli 1947.
Zum 1. April 1950 wurde die Hochschule für Verwaltungswissenschaften Speyer durch rheinland-pfälzisches Landesgesetz vom 30. August 1950 (GVBl. S. 265) gegründet. Die ersten Referendare zum Ergänzungsstudium im Rahmen der Einheitsausbildung für Juristen wurden im Wintersemester 1950/51 aufgenommen. Mit der letzten Abhaltung der Großen Staatsprüfung lief die Sonderausbildung für den höheren Dienst in Speyer 1952 aus. Ein Verwaltungsabkommen über die Hochschule für Verwaltungswissenschaften Speyer zwischen Rheinland-Pfalz (unterzeichnet am 23. April 1952), der Bundesregierung (19. Mai 1952) und den Regierungen Bayerns (17. Mai 1952), Niedersachsens (12. August 1952) und Schleswig-Holsteins (23. September 1952) wurde 1952 geschlossen. Dem Verwaltungsabkommen traten Nordrhein-Westfalen (2. Juli 1953), Bremen (1. Oktober 1953), Baden-Württemberg (28. April 1955), Hamburg (1. September 1955), Hessen (25. November 1956), das Saarland (19. März 1957) und Berlin (27. Juni 1961) bei.
Der Neubau der Hochschule an der Freiherr-vom-Stein-Str. 2, geplant vom Architekten Sep Ruf, der am 4. November 1958 begonnen wurde, wurde am 14. September 1960 übergeben. Am 2. Oktober 1961 erhielt die Hochschule das Habilitationsrecht. Das Institut für Forschung und Information der Hochschule für Verwaltungswissenschaften Speyer wurde am 1. Januar 1962, das Forschungsinstituts der Hochschule am 1. Februar 1965 durch Erlass des Ministerpräsidenten von Rheinland-Pfalz vom 31. Januar 1965 eröffnet. Der Ausbau der Bibliothek 1969 verdoppelte deren Nutzfläche. Das Promotionsrecht wurde der Hochschule am 10. November 1970 verliehen. 1971 wurde die Hochschule in die Westdeutsche Rektorenkonferenz aufgenommen. Die Eingangs- und Führungsseminare für Beamte des höheren Dienstes begannen im akademischen Jahr 1971/72.
Das Forschungsinstitut für öffentliche Verwaltung bei der Hochschule für Verwaltungswissenschaften Speyer wurde als nicht rechtsfähige Anstalt des öffentlichen Rechts mit eigenen Organen zum 1. Januar 1976 gegründet. Zum 1. Mai 1976 wurde das einjährige Aufbaustudium eingerichtet, das zum akademischen Titel eines Magisters der Verwaltungswissenschaften (Magister rerum publicarum) führte. Die ersten EDV-Anlagen nahm die Hochschule am 4. November 1976 in Betrieb. In den Jahren 1976–77 wurde das Lehrstuhlgebäude neu gebaut. Das Landesgesetz über die Hochschule für Verwaltungswissenschaften Speyer löste am 1. September 1978 das Gesetz von 1950 ab. Das Ausländeraufbaustudium für Dozenten an ausländischen Verwaltungsschulen und Führungsbeamte, die in Fragen der Ausbildung, Fortbildung und Verwaltungsreform involviert sind, begann 1982. 1982–84 bekam das Lehrstuhlgebäude einen Anbau für das Forschungsinstitut.

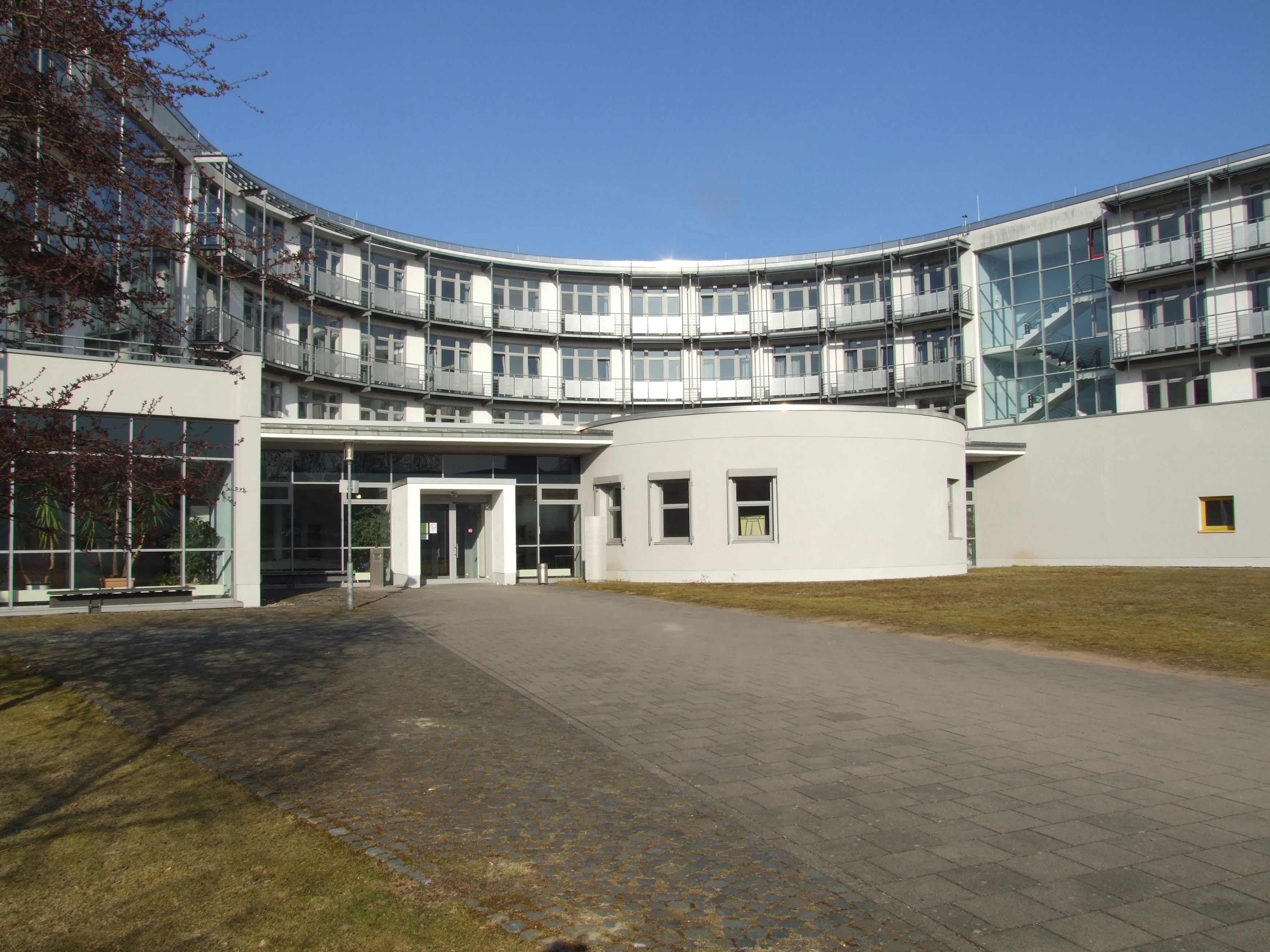
Eingang Gästehaus Otto Mayer, das sich die Uni mit dem Pädagogischen Landesinstitut (v. a. Lehrerfortbildung) teilt, das aber von der Uni verwaltet wird.

Die Länder Mecklenburg-Vorpommern, Thüringen, Sachsen, Brandenburg und Sachsen-Anhalt traten am 1. Januar 1991 dem Verwaltungsabkommen über die Hochschule bei. Ein gemeinsames Gästehaus mit Tagungstrakt für die Hochschule, das Staatliche Institut für Lehrerfort- und -weiterbildung und das Führungskolleg Speyer wurden ab dem 15. September 1995 errichtet. Die Novellierung des Verwaltungshochschulgesetzes 1996/97 traf auch die Hochschule. 2012 wurde sie in Deutsche Universität für Verwaltungswissenschaften Speyer umbenannt, im gleichen Jahr begannen die Masterstudiengänge.

## Lehrstühle
| Bezeichnung                                                                         | Inhaber/Inhaberin      |
| ----------------------------------------------------------------------------------- | ---------------------- |
| Daten-, Informations-, Medien- und Plattformrecht                                   | Vakant                 |
| Digital Government and Information Technology                                       | Hendrik Scholta        |
| Finanzwissenschaft                                                                  | Désirée I. Christofzik |
| Hochschul- und Wissenschaftsmanagement                                              | Michael Hölscher       |
| Informations- und Kommunikationsmanagement                                          | Bernd W. Wirtz         |
| Öffentliche Betriebswirtschaftslehre                                                | Holger Mühlenkamp      |
| Öffentliches Recht, insb. allgemeines und besonderes Verwaltungsrecht               | Jan Ziekow             |
| Öffentliches Recht, insb. deutsches und europäisches Verwaltungsrecht               | Ulrich Stelkens        |
| Öffentliches Recht, insb. Europarecht und Völkerrecht                               | Wolfgang Weiß          |
| Öffentliches Recht, insbesondere Öffentliches Wirtschaftsrecht und Klimaschutzrecht | Stefan Korte           |
| Öffentliches Recht, insbesondere Recht der Digitalisierung                          | David Roth-Isigkeit    |
| Öffentliches Recht, insbesondere Verfassungsrecht und Rechtsvergleichung            | Ruth Weber             |
| Personal, Führung und Entscheidung im öffentlichen Sektor                           | Michèle Morner         |
| Politikwissenschaft                                                                 | Stephan Grohs          |
| Public Management                                                                   | Sanja Korac            |
| Sozialrecht und Verwaltungswissenschaft                                             | Constanze Janda        |
| Vergleichende Verwaltungswissenschaft und Policy Analyse                            | Colette S. Vogeler     |
| Volkswirtschaftslehre, insb. Wirtschafts- und Verkehrspolitik                       | Andreas Knorr          |

(Stand: Januar 2025)

## Bekannte Absolventen

### Absolventen des Aufbaustudiums (Magister rer. publ.)
- Georg Wilhelm Adamowitsch (* 1947), Staatssekretär a. D. im Bundesministerium für Wirtschaft und Technologie
- Antje Hermenau (* 1964), ehem. Politikerin (Grüne) und Fraktionsvorsitzende der Grünen im sächsischen Landtag
- Sven Hinterseh (* 1972), Landrat des Schwarzwald-Baar-Kreises
- Hannes Kopf (* 1974), Präsident der Struktur- und Genehmigungsdirektion Süd des Landes Rheinland-Pfalz
- Christine Lambrecht (* 1965), Politikerin (SPD), MdB, ehem. Bundesministerin
- Reinhard Meyer (* 1959), Politiker (SPD), Minister des Landes Mecklenburg-Vorpommern
- Ulrike Westkamp (* 1959), Politikerin (SPD), Bürgermeisterin der Stadt Wesel
- Konrad Otto-Zimmermann (* 1951), Generalsekretär des Internationalen Rates für Kommunale Umweltinitiativen (ICLEI)
- Friedrich Zeller (1966–2022), Politiker (SPD), Landrat a. D. des Landkreises Weilheim-Schongau

### Sonstige Absolventen
- Christoph Ahlhaus (* 1969), Politiker (CDU), 2010–2011 Erster Bürgermeister der Hansestadt Hamburg
- Peter Altmaier (* 1958), Politiker (CDU), 2018 bis 2021 Bundesminister für Wirtschaft und Energie
- Claus Arndt (1927–2014), deutscher Jurist und Politiker (SPD)
- Ulrich Battis (* 1944), Hochschullehrer an der Humboldt-Universität zu Berlin
- Sabine Becker (* 1965), Oberbürgermeisterin (CDU) von Überlingen im Bodenseekreis
- Karl Johannes Beermann, Chef der Sächsischen Staatskanzlei (CDU)
- Peter Beyer (* 1970), Politiker (CDU), MdB
- Heribert Bickel (1927–2010), Politiker (CDU), Justizminister und Präsident des rheinland-pfälzischen Verfassungsgerichtshofs
- Wolfgang Bötsch (1938–2017), Politiker (CDU), Bundesminister a. D., 1974–1976 MdL (Bayern), 1976–2005 MdB, 1993–1997 Bundesminister für Post und Telekommunikation
- Ulrich Born (* 1950), Politiker (CDU) MdL, 1990–1992 Minister für Justiz, Bundes- und Europaangelegenheiten in Mecklenburg-Vorpommern
- Hans-Josef Bracht (* 1955), Politiker (CDU) parlamentarischer Geschäftsführer der CDU-Fraktion im rheinland-pfälzischen Landtag
- Karl Peter Brendel (* 1955), Politiker (FDP), Staatssekretär in Nordrhein-Westfalen
- Johann-Tönjes Cassens (1932–2022), Politiker (CDU), Landesminister, 1963–1981 Mitglied der Bremischen Bürgerschaft, 1986–1998 MdL (Niedersachsen), 1981–1990 Minister für Wissenschaft und Kunst (Niedersachsen)
- Andreas Coenen (* 1974), Landrat des Kreises Viersen
- Sebastian Dette (* 1958), Präsident des Thüringer Rechnungshofs und Richter am Bundesverwaltungsgericht
- Jochen Dieckmann (* 1947), Politiker (SPD), Finanz- und Justizminister des Landes Nordrhein-Westfalen
- Helmut Dockter (* 1949), Staatssekretär in Nordrhein-Westfalen
- Frank Doods (* 1961), Staatssekretär in Niedersachsen
- Antje Draheim (* 1970),  Staatssekretärin im Bundesministerium für Gesundheit
- Marie-Luise „Malu“ Dreyer (* 1961), Ministerpräsidentin des Landes Rheinland-Pfalz
- Joachim Faber (* 1950), Vorstandsvorsitzender der Allianz Global Investors AG
- Jochen-Konrad Fromme (* 1949), Politiker (CDU), Aussiedlerbeauftragter der CDU-Deutschlands
- Jörg Geibert (* 1963), Politiker (CDU), Innenminister des Landes Thüringen
- Paul Gerlach, 2009 verstorbener Jurist, Verwaltungsbeamter und Politiker (CSU)
- Albrecht Glaser (* 1942), Politiker (CDU, AfD)
- Christoph Göbel (* 1974),  Landrat des Landkreises München
- Daniel Graewe (* 1978), Jurist
- Rötger Groß, früherer Politiker (FDP)
- Volkmar Halbleib (* 1964), Politiker (SPD), MdL (Bayern)
- Dagmar Hartge (* 1962), Datenschutzbeauftragte des Landes Brandenburg
- Peter Hauptmann (* 1966), Staatssekretär im Saarland
- Ansgar Heveling (* 1972), Politiker (CDU), MdB
- Willibald Hilf (1931–2004), Staatssekretär und Intendant des Südwestfunks 1977–1993
- Winfried Hirschberger (* 1945), Politiker (SPD), Landrat des Landkreises Kusel und stellvertretender Vorsitzender des Landkreistag Rheinland-Pfalz
- Walter Hohlefelder, deutscher Manager und Präsident der Lobbyorganisation Deutsches Atomforum
- Josef Holik (1931–2021), deutscher Botschafter
- Ursula Jungherr (* 1946), Politikerin (CDU) und ehemalige Oberbürgermeisterin der Stadt Bad Homburg vor der Höhe (Hessen)
- Ferdinand Kirchhof (* 1950), Vizepräsident des Bundesverfassungsgerichts a. D.
- Walter Kolbow, Politiker (SPD), MdB
- Frédéric Kolié, Innenminister von Guinea[22]
- Waltraud Kreutz-Gers (* 1959), Wissenschaftsmanagerin und Kanzlerin der Universität Mainz
- Günter Kuhfuß (1926–2001), Politiker (SPD), Oberbürgermeister der Stadt Worms
- Peter Kurz (* 1962), Politiker (SPD), Oberbürgermeister der Stadt Mannheim
- Thomas Leimbach (* 1960), Politiker (CDU), MdL und Präsident des Landesverwaltungsamts Sachsen-Anhalt
- Rolf Lindemann (* 1957), Landrat des Landkreises Oder-Spree
- Carl Otto Lenz (* 1930), Politiker (CDU), Generalanwalt am Europäischen Gerichtshof
- Eva Lohse (* 1956), Politikerin (CDU), Oberbürgermeisterin der Stadt Ludwigshafen am Rhein
- Hartmut Lubomierski (* 1943), Hamburger Landesdatenschutzbeauftragter
- Winfried Mack, Politiker (CDU), MdL und Vorsitzender des Ständigen Ausschusses im Landtag von Baden-Württemberg
- Angelika Menne-Haritz (* 1949), Vizepräsidentin des Bundesarchivs
- Reinhard Meyer (* 1959), Politiker (SPD), Minister für Wirtschaft, Infrastruktur, Tourismus und Arbeit des Landes Mecklenburg-Vorpommern (2021–2024)
- Mathias Middelberg (* 1964), Politiker (CDU), MdB
- Matthias Miersch (* 1968), Politiker (SPD), MdB
- Edda Müller, Politikerin (parteilos), schleswig-holsteinische Umweltministerin
- Ingo von Münch, Zweiter Bürgermeister von Hamburg (1987 bis 1991), Vorsitzender der Hamburger FDP und Staatsrichter der Hansestadt Bremen
- Matthias Oliver Neth, (* 1979), Landrat des Hohenlohekreises
- Claudia Panke (* 1968), Politikerin (parteilos), Bürgermeisterin der Stadt Wülfrath
- Michael Paul (* 1964), Politiker (CDU), MdB
- Hans-Jürgen Petrauschke (* 1956), Landrat des Rhein-Kreises Neuss
- Michael Piazolo (* 1959), Politiker und Professor
- Thomas Prinz (* 1957), Politiker (SPD), Bürgermeister der Stadt Laatzen
- Matthias Pröfrock (* 1977), Politiker (CDU), MdL (Baden-Württemberg)
- Anke Rehlinger (* 1976), Politikerin (SPD), Ministerpräsidentin Saarland
- Bernd Reichert (* 1941), Politiker (CDU), 1982–1990 Oberbürgermeister in Schramberg
- Stefan G. Reuß (* 1970), Politiker (SPD), Landrat des Werra-Meißner-Kreises
- Michael Ronellenfitsch (* 1945), hessischer Datenschutzbeauftragter
- Roland Schäfer (* 1949), Politiker (SPD), Präsident des Städte- und Gemeindebundes Nordrhein-Westfalen und 1. Vize-Präsident des Deutschen Städte- und Gemeindebundes
- Tankred Schipanski (* 1976), Politiker (CDU), MdB
- Stefanie Seiler (* 1983), Oberbürgermeisterin von Speyer
- Patrick Sensburg (* 1971), Politiker (CDU), MdB und Professor an der Fachhochschule für öffentliche Verwaltung Nordrhein-Westfalen
- Alexander von Stahl (* 1938), Generalbundesanwalt und FDP-Politiker
- Jürgen Staks (* 1961), deutscher Diplomat
- Ulrich Steinbach (* 1968), Politiker (Bündnis 90/Die Grünen), MdL (Rheinland-Pfalz)
- Wolfgang von Stetten (* 1941), Politiker (CDU), MdB (Wahlkreis Schwäbisch Hall-Hohenlohe)
- Hans Wilhelm Stodollick (1949–2022), Politiker (SPD), Bürgermeister der Stadt Lünen
- Thomas Strobl (* 1960), Landesvorsitzender der CDU in Baden-Württemberg und stellv. Vorsitzender der CDU in Deutschland
- Herbert Trimbach, Vorsitzender Richter am Oberlandesgericht, Ministerialdirigent, Kommunalpolitiker
- Hans-Josef Vogel (* 1956), Politiker (CDU), Bürgermeister der Stadt Arnsberg
- Ute Vogt (* 1964), Politikerin (SPD), 2002–2005 Parlamentarische Staatssekretärin beim Bundesminister des Innern
- Robert Weimar (1932–2013), ehemaliger Bundesrichter
- Günter Winands (* 1956), Staatssekretär in Nordrhein-Westfalen
- Bernd Woide (* 1962), Politiker (CDU), Landrat des Landkreises Fulda
- Heinrich Amadeus Wolff (* 1965), Hochschullehrer an der Europa-Universität Viadrina
- Barbara Woltmann (* 1957), Politikerin (CDU), MdB
- Peter Worm (* 1957), Direktor des Bayerischen Landtags

### Wissenschaftler, die ein Studium an der Universität absolvierten
- Kōichirō Agata, japanischer Verwaltungswissenschaftler
- Berit Adam, Hochschule für Wirtschaft und Recht Berlin
- Rainer Ambrosy, Kanzler der Universität Duisburg-Essen und Vorsitzender des Instituts für Verwaltungswissenschaften e. V. Gelsenkirchen
- Arthur Benz, 2003 und 2004 als Sachverständiger in der Kommission von Bundestag und Bundesrat zur Modernisierung der bundesstaatlichen Ordnung
- Abdeljabbar Arrach, marokkanischer Verwaltungswissenschaftler, Universität Hassan 1. Settat, Marokko.
- Hinrich Erich Gustav Bonin, Leuphana Universität Lüneburg
- Georg Borges, Ruhr-Universität Bochum
- Christoph Brüning, geschäftsführender Vorstand des Lorenz-von-Stein-Instituts für Verwaltungswissenschaften
- Wolfgang Drechsler, Gründungsdirektor des Technology Governance-Programms an der Technischen Universität Tallinn
- Gunnar Duttge, Georg-August-Universität Göttingen
- Rolf Eckhoff, Universität Regensburg
- Thomas Giegerich, Christian-Albrechts-Universität zu Kiel
- Annette Guckelberger, Universität des Saarlandes
- Petra Hiller, Fachhochschule Nordhausen
- Werner Jann, Professor an der Universität Potsdam
- Heike Jochum, Professorin an der Universität Osnabrück
- Andreas Haratsch, Professor an der Fernuniversität Hagen
- Thomas Heinze, Organisationssoziologe und Professor an der Bergischen Universität Wuppertal
- Joachim Jens Hesse, Professor und Vorstand des Internationalen Instituts für Staats- und Europawissenschaften (ISE) in Berlin
- Stefan Kadelbach, Professor an der Johann Wolfgang Goethe-Universität Frankfurt
- Kai-Oliver Knops, Universität Hamburg
- Volker Kreyher, Hochschule Mittweida
- Adolf Laufs
- Wolfgang Lorig, Universität Trier
- Jörn von Lucke, Professor an der Zeppelin Universität, Direktor des dortigen Instituts The Open Government Institute (TOGI) und Lehrstuhlinhaber für Verwaltungs- und Wirtschaftsinformatik an dieser Universität
- Helmut Maurer, Professor an der Georg-Simon-Ohm Fachhochschule in Nürnberg
- Mario Martini, Professor an der Deutschen Universität für Verwaltungswissenschaften Speyer
- Michael Martinek, Universität des Saarlandes
- Veith Mehde, Jura-Professor an der Gottfried Wilhelm Leibniz Universität Hannover
- Ingo von Münch
- Matthias Niedobitek, Professor an der TU Chemnitz
- Janbernd Oebbecke, Professor an der Universität Münster
- Eduard Picker, Rechtswissenschaftler und Professor an der Eberhard Karls Universität Tübingen
- Jürgen Plöhn, Professor an der Universität Halle-Wittenberg
- Ekkehart Reimer, Professor an der Universität Heidelberg
- Gerhard Ring, Professor an der Technischen Universität Bergakademie Freiberg
- Joachim Rückert, Johann Wolfgang Goethe-Universität in Frankfurt am Main
- Gerald G. Sander, Professor an der Hochschule für öffentliche Verwaltung und Finanzen Ludwigsburg
- Wolfgang Seibel, Universität Konstanz
- Günter Thiele, Professor an der Alice Salomon Hochschule Berlin
- Christian Waldhoff, Professor an der Universität Bonn
- Heinrich Amadeus Wolff, Professor an der Europa-Universität Viadrina Frankfurt (Oder)
- Lothar Zechlin, Gründungsrektor der Universität Duisburg-Essen
- Michael Zerr, Karlshochschule International University
- Andreas Zimmermann, Professor an der Universität Potsdam
- Gabriele Zwiehoff, Professorin an der rechtswissenschaftlichen Fakultät der FernUniversität Hagen

## Bekannte Lehrstuhlinhaber und Lehrbeauftragte
- 1969 folgte der spätere Bundespräsident Roman Herzog dem Ruf nach Speyer auf den Lehrstuhl für Staatslehre und Politik; von 1971 bis 1972 amtierte er als deren Rektor.
- 1969 wurde der Präsident der LZB-Rheinland-Pfalz Fritz Duppré zum Honorarprofessor ernannt.
- Herbert Petzold, Kanzler a. D. des Europäischen Gerichtshofes für Menschenrechte hat einen Lehrauftrag
- Hermann Brill, sozialdemokratischer Politiker, Mitinitiator des Buchenwalder Manifests und erster Nachkriegs-Regierungspräsident Thüringens (Lehrbeauftragter)[23][24]
- Klaus Töpfer, Bundesminister a. D., war von 1971 bis 1978 Lehrbeauftragter
- Der Historiker Rudolf Morsey hatte von 1970 bis 1996 den Lehrstuhl für Neuere Geschichte inne.
- Der Sozialwissenschaftler Helmut Klages war von 1975 bis 1999 Inhaber der Soziologischen Lehrstuhls
- Der Soziologe Arnold Gehlen war von 1947 bis 1961 ordentlicher Professor für Psychologie und Soziologie
- Von 1972 bis 2002 hatte Klaus König, ehemaliger Ministerialdirektor im Bundeskanzleramt, den Lehrstuhl für Verwaltungswissenschaft, Regierungslehre und Öffentliches Recht
- Florian Gerster, war Minister in Rheinland-Pfalz und Vorsitzender des Vorstands der Bundesagentur für Arbeit
- Von 1975 bis 2001 hatte Carl Böhret den Lehrstuhl für Politikwissenschaft
- 1971 bis 1973 lehrte Renate Mayntz Organisationssoziologie
- Heinrich Reinermann, einer der Pioniere der Verwaltungsinformatik in Deutschland, war von 1973 bis 2003 Lehrstuhlinhaber des Lehrstuhls für Verwaltungswissenschaft und Verwaltungsinformatik. In der Zeit von 1990 bis 1994 war er Rektor und Prorektor
- Joachim Wieland, Mitglied des Verfassungsgerichtshofes für das Land Nordrhein-Westfalen
- Von 1984 bis 1991 lehrte der Politologe Joachim Jens Hesse
- Der Parteienkritiker Hans Herbert von Arnim war von 1993 bis 1995 Rektor und ist noch immer Mitglied des bei ihr angesiedelten Forschungsinstituts für öffentliche Verwaltung.
- Jochen Dieckmann, ehemaliger nordrhein-westfälischer Finanz- und Justizminister, ist seit 1997 Lehrbeauftragter
- Edda Müller, Staatsministerin a. D., bis 2007 Vorstand des Bundesverbandes der Verbraucherzentralen, ist Honorarprofessorin
- Waldemar Schreckenberger, ehemaliger Chef des Bundeskanzleramtes
- Karl Friedrich Meyer, Präsident des Verfassungsgerichtshofs Rheinland-Pfalz und des Oberverwaltungsgerichts Rheinland-Pfalz
- Dieter Engels, Präsident des Bundesrechnungshofs
- Klaus-Eckart Gebauer, Direktor des Landtages des Landes Rheinland-Pfalz a. D.
- Helmut Peter Koch, Präsident des Sozialgerichts Speyer
- Wolfgang Zeh, Direktor beim Deutschen Bundestag a. D.
- Angelika Menne-Haritz, Direktorin beim Bundesarchiv, Berlin
- Georg-Berndt Oschatz, ehemaliger niedersächsischer Kultusminister und Direktor des Bundesrates
- Wilhelm Eckert, ehemaliger Finanzminister
- Willi Geiger, ehemaliger Richter am Bundesgerichtshof und am Bundesverfassungsgericht
- Thomas König
- Mario Martini
- Karl-Peter Sommermann

## Prominente wissenschaftliche Mitarbeiter und Referenten
- Ende der 1970er war der derzeitige (2005) Hessische Landesdatenschutzbeauftragte Michael Ronellenfitsch als wissenschaftlicher Assistent in Speyer tätig.
- Anfang bis Mitte der 1960er war der ehemalige rheinland-pfälzische Landesdatenschutzbeauftragte Walter Rudolf wissenschaftlicher Assistent in Speyer.
- Am bei der Universität angesiedelten und mittlerweile selbständigen Forschungsinstitut für öffentliche Verwaltung (FÖV) war der für seine soziologische Systemtheorie bekannte Niklas Luhmann von 1962 bis 1965 Referent.
- Rainer Pietzner, ehemaliger Richter am Bundesverwaltungsgericht

## Prominente Ehrendoktoren
- Karl Carstens am 29. Januar 1979
- Josef Stingl am 29. Januar 1979
- Bernhard Vogel am 17. Mai 2004
- Vasilios Skouris am 23. Mai 2005
- Hans-Jürgen Papier am 11. Juli 2006